# .hm
.hm es el dominio de nivel superior geográfico (ccTLD) para Isla Heard e Islas McDonald.